# Excirolana chamensis
Excirolana chamensis is een pissebed uit de familie Cirolanidae. De wetenschappelijke naam van de soort is voor het eerst geldig gepubliceerd in 1987 door Brusca & Weinberg.